# 逍遙園 (高雄市)

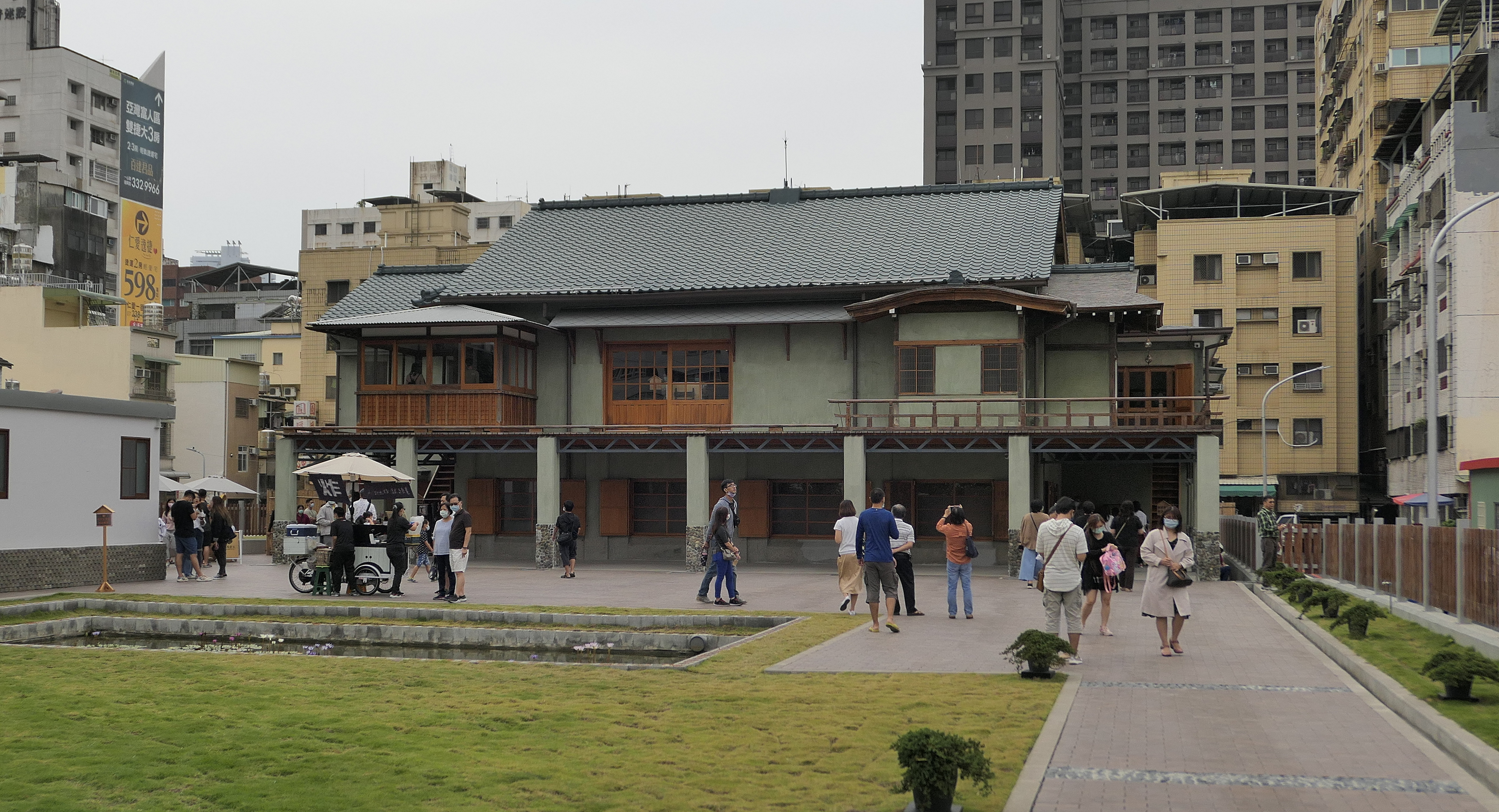
逍遙園背面

逍遙園（日语： Shoyoen）位在臺灣高雄市新興區中東里，過去是日本佛教淨土真宗本願寺派（西本願寺）第22代門主大谷光瑞的熱帶農莊、避寒與度假用的別墅，於2010年1月26日公告為歷史建築。
逍遙園於戰後被中華民國政府接收，1949年7月，農園土地與四座建築由「國防部陸海空軍第二總醫院」（陸軍802醫院）接收，作為軍眷之居住區，由院長命名為「行仁新村」，初期幾任院長均以逍遙園別邸作為官舍之用，但未曾擴建。隨著人口不斷移入，別邸建築周遭農地遂建成高度密集的眷村。該建築物曾經屬於「行仁新村」之眷舍，因年久失修而有坍塌之虞。
2017年8月中旬，逍遙園開始為期3年的修復工程，2020年11月1日開放參觀。

## 歷史沿革

### 興建

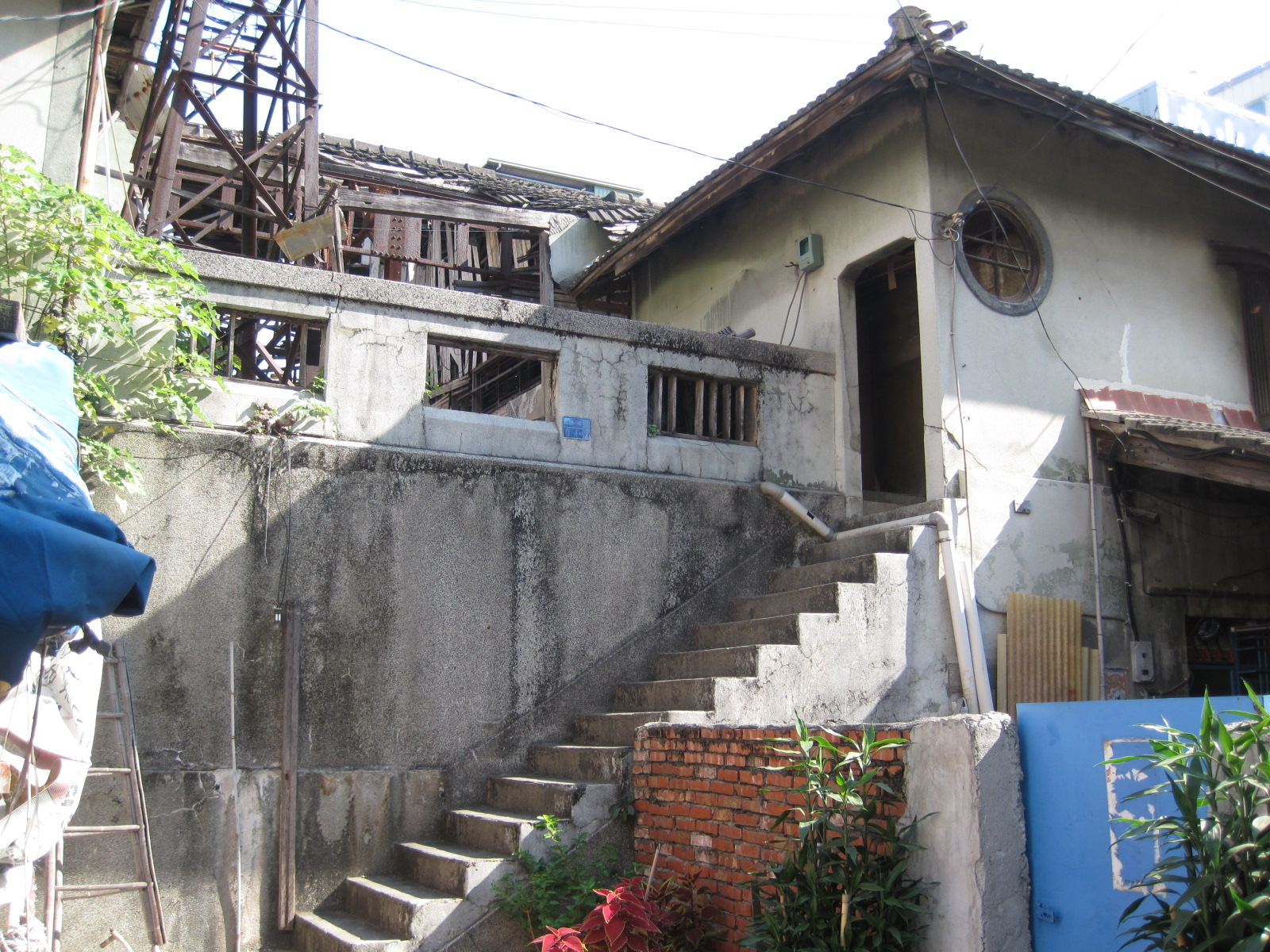
整修前的逍遙園，攝於2010年

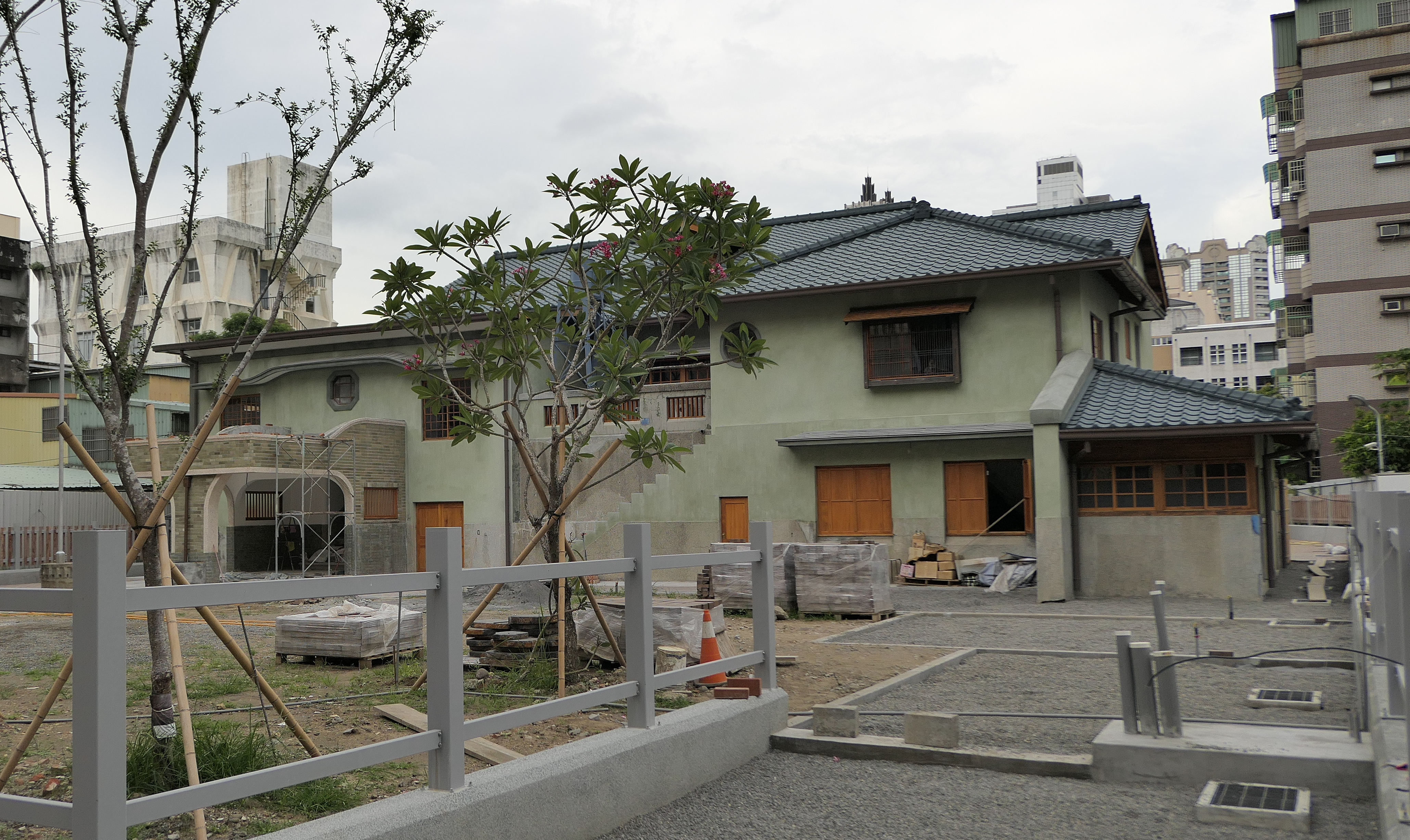
修復工程中的逍遙園（2020年拍攝）

大谷光瑞於1939年7月11日取得臺灣製糖株式會社位於大港埔30番地的旱田，開始興建逍遙園農莊，地理位置處於預定興建的新高雄驛（1941年6月竣工）東南方，可由昭和通（今日的中山一路）往南經大港埔圓環改走東向抵達逍遙園（根據大谷學生岩佐博男回憶）。
建築本體承包商為高雄市入舱町二丁目三番地的森田工務店，使用了高雄特產咾咕石作為地基，臺灣煉瓦株式會社生產的赤煉瓦作為一樓本體結構，以新興鉚釘工藝製成的改良式芬克桁架；純正日本傳統木作工藝則由京都二角工務店（ニカク工務店）承攬。

### 大谷光瑞的活動
1940年11月1日由園主大谷光瑞主持開園式，邀請高雄市尹宗藤大陸及各界名望人士到場。已屆65歲的大谷光瑞選擇高雄此一新興海港城市作為越冬與熱帶農業栽培的別邸，具有氣候及地緣上的考量。特別是為了栽培從南洋地區帶來的植物品種，以逍遙園農莊作為基地，集合了從日本各地挑選來的大谷學生，在高雄學習外國語、禮儀及農作等辛苦的教育與勞動課程。
大谷光瑞足跡遍布歐亞大陸，在日本、土耳其伊斯坦堡、新加坡、蘭領東印度、中國、臺灣、滿州經營紡織、園藝、宗教、考古、養蠶、香茅園、柑橘園、橡膠園、茶園、咖啡園、鳳梨工廠等物業。大谷光瑞在東亞曾擁有十多座別邸，各有其建築特色及目的性，南洋地區曾有以發展熱帶農業為主的爪哇大觀莊、環翠山莊，目前逍遙園與旅順的大谷邸為世界上為二僅存的大谷別邸。
逍遙園所在的市郊地在日治晚期雖已進行都市計畫，但未及開發基礎建設，附近皆是一望無際的甘蔗田，故逍遙園別邸為當時大港埔平原上最高之建築物。根據大谷光瑞在著作中所描述，在東面精心設計的露臺可一覽大武山之美與平原景致。
逍遙園原本占地約有4甲，後來因為開闢六合路55巷和錦田路而被切成三部分。而原本的庭園多已被改建成其他建築，只留下當初的起居空間，除逍遙園別邸之外三座建築長期失修均未能保存。

### 大谷光瑞離開後
逍遙園實際使用未滿三年，便因為戰爭而廢置，該建築在第二次世界大戰中因位處當時的郊區而未被轟炸。日本戰敗後，由日本勸業銀行高雄支店代表會同高雄市日產清查室、通譯林慶同先生辦理逍遙園土地及地上物之接收事宜。
太平洋戰爭期間，日本陸軍為了收容南洋前線後送的傷兵在逍遙園北面建設了「高雄陸軍病院」，占地達逍遙園的四倍之譜。
1949年7月，「高雄陸軍病院」由廣州遷來的「首都陸海空軍醫院」所接收，改稱「國防部陸海空軍第二總醫院」（陸軍802醫院），院區南邊的逍遙園農園土地與四座建築也被醫院接收，由國防部總政治作戰局管理，別邸則做為第一任院長景凌灞少將之官舍。國民政府遷臺後，跟隨來臺的軍醫院的軍眷和移民亦陸續遷入，利用逍遙園農園零碎空地自建克難房舍，由院長命名為「行仁新村」，60年來發展出錯綜複雜的巷弄，令外人難以一窺全貌。當年知道逍遙園的大谷學生和西本願寺人士曾於國際秩序恢復穩定後來臺找尋逍遙園的下落，但始終一無所獲（根據大谷學生岩佐博男回憶）。
大港埔於1946年11月改稱為「新興區」，1976年3月，因為都市計畫壓力，陸軍802總醫院遷往苓雅區中正一路，舊院區改建為住宅大樓及七賢國民小學。

### 修復
2003年，國軍眷村改建進行拆遷行仁新村期間，里民極力向政府爭取保存逍遙園，文化局遂委託高雄市文獻委員會曾駿文先生與中山大學葉振輝教授進行口述訪談與歷史考證。2008年，委託國立高雄大學進行逍遙園別邸之建築基礎調查。2010年1月26日公告逍遙園別邸二樓起居空間為歷史建築，2017年8月中旬開始為期3年的修復工程，2020年11月1日開放參觀。
2023年10月20日，逍遙園獲文化部頒發國家文化資產保存獎，現為保存維護類唯一獲獎者。

## 建築特色

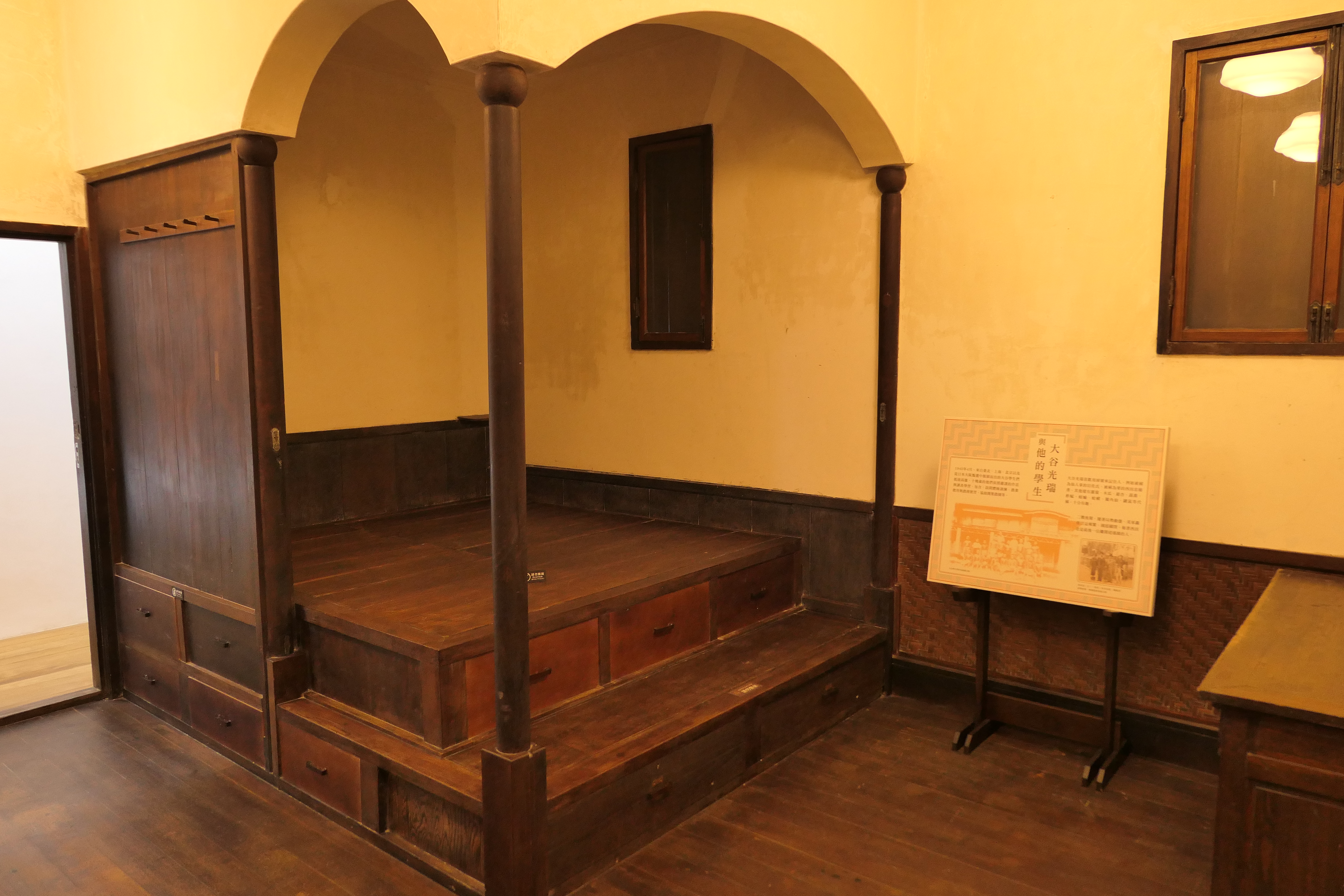
逍遙園寢室

逍遙園農園的建築群包含了四棟：別邸、學生合宿所、農業倉庫、秘書廣瀨了乘的住宅。別邸的大門朝西，為和洋折衷建築，有兩層樓高，一樓為RC結構，設有防空壕，二樓為芬克桁架結合木造與編竹泥牆結構。由於當時該地仍為郊區，故於屋頂上加裝避雷針，該針為三叉的形式，但已下落不明，只餘基座。別邸空間包含：書齋、寢室、製圖室、大小食堂、婦人室、控室（休息室）、書生部屋、炊事場、浴室、食糧倉，以及可以容納一百八十人的大防空壕、六十人的家庭防空壕。

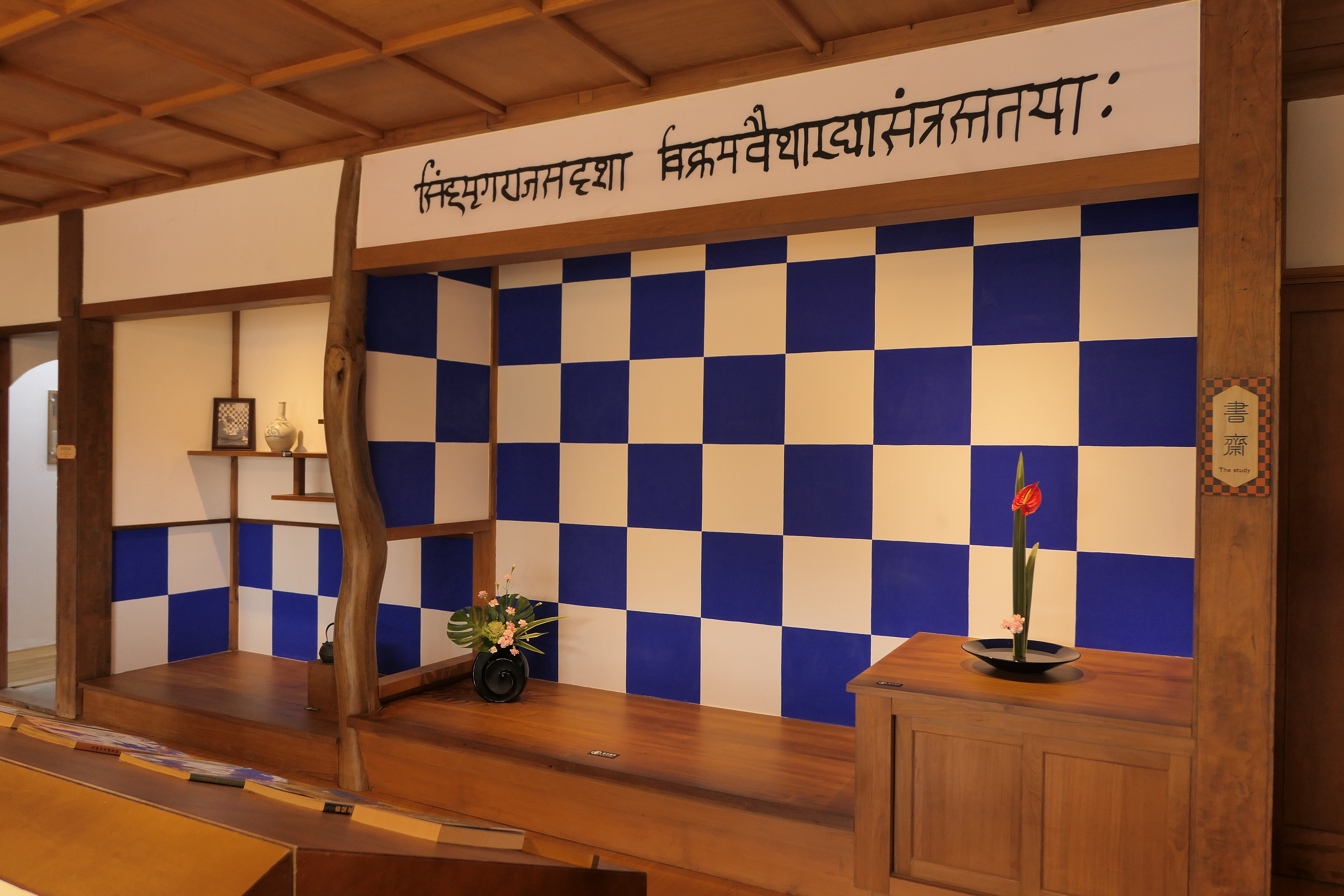
逍遙園書齋的市松模様

室內空間除接待室以臺灣黃檜為建材外，其部分天花板使用精緻的竹材或木片所編製而成。建築的隔間牆厚度超過30公分，可能與興建時已爆發中日戰爭而考量到戰爭所造成的影響有關。

## 圖片

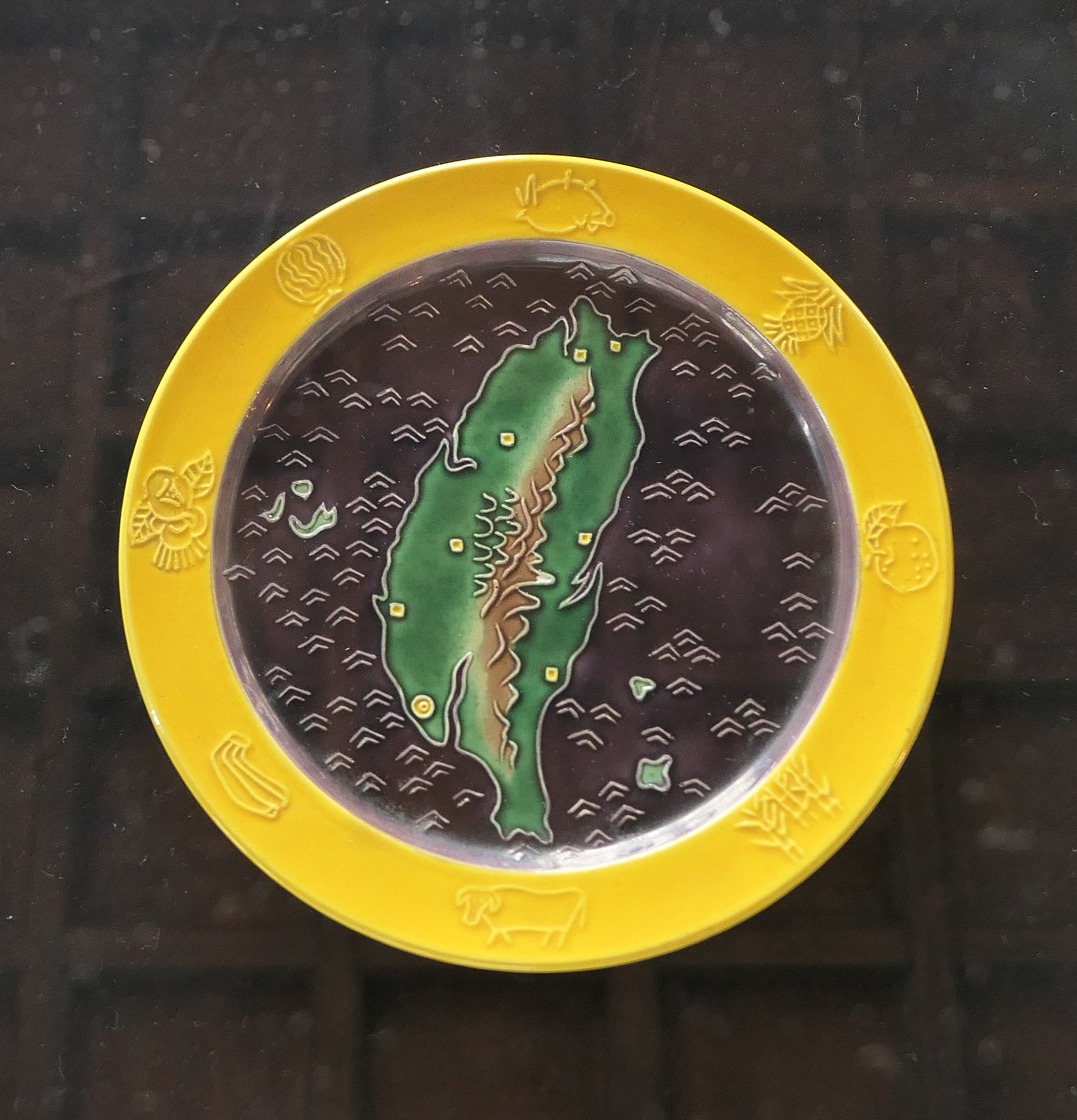
1940年逍遙園開園式紀念瓷盤
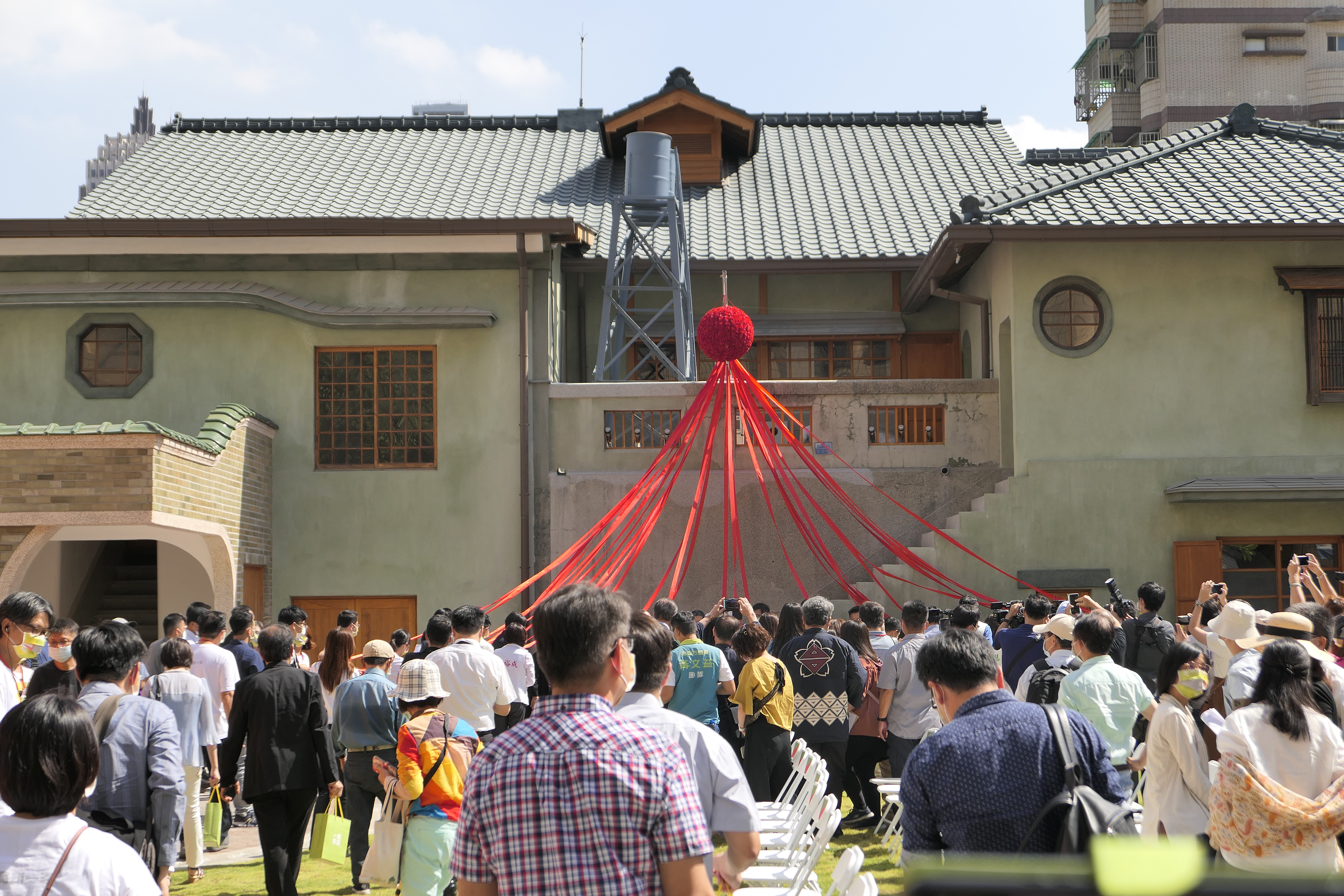
2020年11月1日，逍遙園重新開園儀式

## 外部連結
- 逍遙園——高雄市政府文化局